# Richard Leakey
Richard Erskine Frere Leakey (ur. 19 grudnia 1944 w Nairobi, zm. 2 stycznia 2022) – kenijski paleoantropolog i przyrodnik.

## Życiorys
Syn Louisa Leakeya i Mary Leakey, podążając w tym samym kierunku badań co jego rodzice, stał się sławny ze swoich prac antropologicznych we wschodniej Afryce. Z drugą żoną, Meave Leakey, również antropolożką i zoolożką, przez wiele lat tworzyli zespół badawczy. Jego najsłynniejszym odkryciem (z 1984) jest tzw. Chłopiec znad Jeziora Turkana – niemal kompletny szkielet 9-letniego hominida, który żył i zginął ok. 1,5 mln lat temu.
Odgrywał znaczącą rolę w polityce i ruchu na rzecz ochrony przyrody we wschodniej Afryce – m.in. przez 20 lat był dyrektorem Muzeów Narodowych Kenii, a potem dyrektorem kenijskiego Departamentu Ochrony Przyrody. W zasadniczym stopniu przyczynił się do ochrony wielu gatunków zwierząt, zwłaszcza słoni.
W 1993 stracił obie nogi w wyniku katastrofy lotniczej.
Wraz z popularyzatorem nauki, Rogerem Lewinem, opublikował w 1995 książkę The Sixth Extinction, w której opisuje tzw. wielkie wymierania w historii Ziemi i przedstawia dramatyczny proces wymierania gatunków w czasach współczesnych, spowodowany nie przez katastrofy naturalne, lecz przez rabunkową działalność człowieka. Została wydana również jego książka Pochodzenie człowieka, w której w sposób popularyzatorski opisuje pochodzenie człowieka na przestrzeni dziejów.

## Tłumaczenia prac na język polski
- Pochodzenie człowieka, Wydawnictwo CiS, Oficyna Wydawnicza Most, Warszawa 1995, ISBN 83-85458-51-4 (The Origin of Humankind, 1994)
- Szósta katastrofa. Historia życia a przyszłość ludzkości, Prószyński i S-ka, Warszawa 1999, ISBN 83-7180-812-7 (The Sixth Extinction: Patterns of Life and the Future of Humankind, 1995 – współautor: Roger Lewin)